# Garcelles-Secqueville
Garcelles-Secqueville is een plaats en voormalige gemeente in het arrondissement Caen in het Franse departement Calvados in de regio Normandië en telt 693 inwoners (2005). 

## Geschiedenis

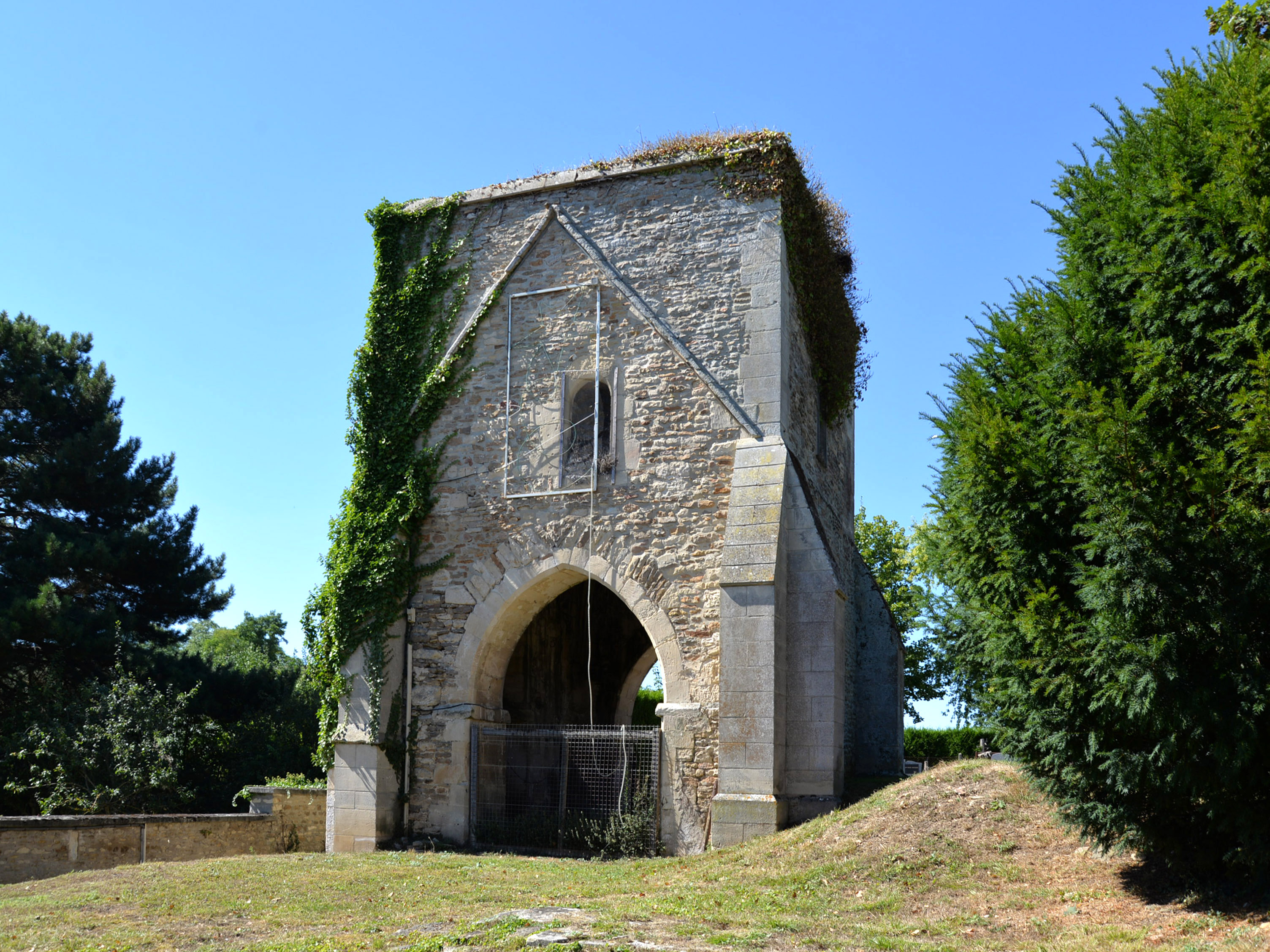
De restanten van de klokkentoren van de kerk van Secqueville-la-Campagne

De gemeente werd in 1827 gevormd door de fusie van Garcelles en Secqueville-la-Campagne. Op 1 januari 2019 fuseerde de gemeente met Saint-Aignan-de-Cramesnil tot de commune nouvelle Le Castelet.

## Geografie
De oppervlakte van Garcelles-Secqueville bedroeg 5,7 km², de bevolkingsdichtheid was 121,6 inwoners per km². Secqueville ligt iets ten noordoosten van Garcelles, op de grens met de gemeenten Bellengreville en Bourguébus.
De onderstaande kaart toont de ligging van Garcelles-Secqueville met de belangrijkste infrastructuur en aangrenzende gemeenten.

## Demografie
Onderstaande figuur toont het verloop van het inwonertal (bron: INSEE-tellingen).
Vanwege een beveiligingsprobleem met de MediaWiki Graph-software is het momenteel niet mogelijk deze grafiek weer te geven. Zodra de software is bijgewerkt zal de grafiek vanzelf weer zichtbaar worden.